# Kerekess István
Kerekess István (Nyíregyháza, 1878. július 12. – Budapest, 1958. december 12.) kúriai elnök.

## Életútja
Kerekes György és Pankiewicz Anasztázia fiaként született iparos családban. Miután elvégezte a nyíregyházi evangélikus gimnáziumot, az egri jogakadémián hallgatta a jogot. 1900-tól 1908-ig joggyakornok volt a nyíregyházi törvényszéken, ezután aljegyző, később pedig jegyző lett. 1908 márciusától albíró volt a Kisvárdai Járásbíróságon, majd 1909 novemberében a Debreceni Ítélőtáblához került tanácsjegyzői minőségben. 1911-ben a Nyíregyházi Járásbíróság bírája lett, emellett megtartott debreceni tanácsjegyzői munkakörét is. 1917-től titkár, 1921-től az ítélőtábla bírája. 1928-tól budapesti kúriai bíró, később pedig tanácselnök volt. 1945. október 12. és 1949. január 31. között a Kúria elnöki tisztét töltötte be. 1950 októberének végén teljes nyugdíját megvonták egy jogszabály alapján. Ezután felesége és rokonai segítették őt, s mivel nem volt jövedelme, örökölt ingóságainak eladására kényszerült. 1954 augusztusában letartóztatták, azzal vádolták meg, hogy részt vett Faddy Othmár és társai államellenes szervezkedésében. 2 év és 3 hónap letöltendő börtönbüntetésre ítélték, amiből 10 hónapot töltött börtönben, ahonnan 1956 áprilisában szabadult. 1957 márciusában megítélték számára a nyugdíjat, viszont eredeti járandóságának csupán alig negyedét folyósították. Halálát szívizomelfajulás, érelmeszesedés, tüdőtágulat okozta. Felesége Gál Erzsébet volt, akivel 1914-ben kötött házasságot Budapesten.